# 武田徹のつれづれ散歩道
『武田徹のつれづれ散歩道』（たけだとおるのつれづれさんぽみち）は、信越放送（SBCラジオ）で毎週土曜に放送されている生放送のラジオ番組。

## 概要
ラジオパーソナリティの武田徹が、季節の話題や料理、農業、文学など様々なジャンルについてコーナーゲストと共に語る番組。武田がSBCのラジオディレクター（正社員）として勤務していた1988年の放送開始から35年続く長寿番組である。

## 主なコーナー
2025年4月現在 
- 8:12 信州季節ごよみ

季節や気象に関する話題を語る。
- 8:20 歌謡曲歳時記
- 8:25 この指とまれ!

それぞれの分野で活躍する人々と語るコーナー。
- 8:35 元気に唄おう！令和つれづれ合唱隊
- 8:40 おりふしの便り

リスナーから募集した随筆を朗読するコーナー。
- 8:45 明治・大正・昭和 歴史街道をゆく
- 9:00 ニュース
- 9:04 東日本高速道路情報
- 9:10
  - （第1週）豊かな信州 郷土SHOKU
  - （第2・3週）-シニア世代の生き方- 365日大学 お元気講座
  - （第4週）女将さんの小諸スケッチ
- 9:20 （第4週）阿智村 星の里だより
- 9:30
  - （第1週）シネマ青春浪漫館
  - （第2・4・5週）日々是好日（週替わりで地域づくり、健康、農業について考える。）
  - おくりびとからのメッセージ（第3週）
- 9:45
  - （第1週）親父と息子の世代間つれづれトーク
  - （第2週）元気森森・木木木の話
  - （第3週）鬼女紅葉の里から（長野市鬼無里地区から山村の話題について語る。）
  - （第4週）バスで楽々つれづれ旅ガイド
- 10:00 交通情報
- 10:02 近代青春グラフティー
- 10:12 煌めくノスタルジア思い出のあの曲この曲応援歌
- 10:17 つれづれ喫茶室

著名人など県内外で活躍する人をゲストに招き、語るコーナー。
- 10:45
  - （第1週）漬物の新しい風
  - （第2週以降）おふくろの味・ふるさとの味

リスナーから寄せられたレシピと、それにまつわるエピソードを取り上げる。
- 終了したコーナー
  - 郷土料理に乾杯!（信州各地の郷土料理や調理方法を取材。）
  - 家づくりは幸せづくり
  - 21世紀に挑戦! 新感覚の経営者たち